# Petäys
Petäys eller Pettäysjärvi är en sjö i Finland. Den ligger i kommunen Lapinlax i landskapet Norra Savolax, i den centrala delen av landet, 400 km norr om huvudstaden Helsingfors. Petäys ligger 125 meter över havet. Den är 8,2 meter djup. Arean är 41,9 hektar och strandlinjen är 4,67 kilometer lång. Sjön  ingår i Vuoksens huvudavrinningsområde.   I omgivningarna runt Petäys växer i huvudsak blandskog.